# Joseph Essombe
Joseph Essombe Tiako (sinh ngày 22 tháng 3 năm 1988) là một đô vật người Cameroon. Cô đã tham gia cuộc thi 53 kg tự do nữ tại Thế vận hội Mùa hè 2016, trong đó cô đã bị loại ở vòng 16 bởi Betzabeth Argüello.